# Rivière Toulnustouc Nord-Est
Rivière Toulnustouc Nord-Est är ett vattendrag i Kanada.   Det ligger i provinsen Québec, i den östra delen av landet, 800 km nordost om huvudstaden Ottawa. Rivière Toulnustouc Nord-Est ligger vid sjöarna  Lac Caron och Lac Fortin.
I omgivningarna runt Rivière Toulnustouc Nord-Est växer i huvudsak barrskog. Trakten runt Rivière Toulnustouc Nord-Est är nära nog obefolkad, med mindre än två invånare per kvadratkilometer.